# 新選組!! 土方歳三 最期の一日
『新選組!! 土方歳三 最期の一日』（しんせんぐみ ひじかたとしぞう さいごのいちにち）は、2006年（平成18年）に放送された『NHK正月時代劇』の一作である。2006年1月1日（デジタル衛星ハイビジョン　午後7時20分～8時49分）と1月3日（総合、デジタル総合　午後9時～10時29分）に放送された。再放送は1月7日（BS2　午後7時30分～8時59分）。作・脚本三谷幸喜。主演山本耕史。
これを再編集したものが、2007年12月13日、20日に2日にわたって前・後編で放送された。

## あらすじ
新政府軍の総攻撃を翌朝に控えた1869年（明治2年）5月10日夜、土方歳三と新選組は敵に向け奇襲をかけ、敵の兵糧を巻き上げていた。その頃、箱館政府総裁・榎本武揚、陸軍奉行・大鳥圭介ら幹部は、武蔵楼で別れの杯を交わしていた。

## 大河ドラマ初の続編
第43作大河ドラマ『新選組!』では、主人公である局長・近藤勇の死によって締めくくられたが、近藤の盟友である副長・土方歳三は新選組を率いて宇都宮まで転戦しているところで終わってしまい、主な転戦地である会津・箱館までが描かれなかった。
そのため、番組終了後に視聴者から多数の続編希望がNHKに寄せられ、大河ドラマとしては初の続編が正月時代劇として製作されることになった。2005年9月20日に放送されたNHK改革の番組『NHKは変わります〜新生プラン』では、この製作決定への経緯が「視聴者第一主義に立った開かれた番組づくり」として取り上げられている。
近藤処刑後の土方の人生と新選組の足跡は、宇都宮・会津・宮古・箱館と「それだけで大河ドラマ一本ができてしまう激動の一年」であり、続編とはいえ『正月時代劇』枠の89分で土方最期の1年を語り尽くすことには「土方ダイジェストになってしまう」（いずれも三谷談）と本意ではなかったため、大河ドラマ放送時と同様「一日の出来事をドラマ化する」という手法をとった。その結果、明治2年（1869年）5月10日夜から5月11日、すなわち「土方歳三最期の一日」が採用された。
総合放送当日（1月3日）には、総集編『新選組！スペシャル』を再放送した。
- 第1部「武士になる！」（15:20 - 16:35）
- 第2部「新選組誕生」（16:45 - 18:00）
- 第3部「愛しき友よ」（19:30 - 20:45）

『新選組！』に引き続き、実際に箱館まで土方に追従してきた伍長（続編では頭取）・島田魁と旗持ち・尾関雅次郎も登場し、劇中では彼らに加え、山野八十八、蟻通勘吾の2人を土方が『池田屋事件に関わった人物で箱館まで残った“本当の新選組”』と称する場面があるが、山野、蟻通の2人は『新選組!』本編には登場しておらず、劇中でも島田から「お前らそんな前からいたか？」と驚かれるという小ネタがある。
また、続編のための主要人物として、榎本武揚と大鳥圭介が登場、この2人と土方との3人による五稜郭内の場面における舞台さながらの長セリフによる「ディスカッション」がドラマの大勢を占めることになった。榎本役は、本編で友情出演した草彅剛（SMAP）から歌舞伎役者の片岡愛之助に変更された。箱館の土方に欠かせない市村鉄之助や新選組末期に活躍した相馬主計らも登場、伝承されているエピソードを巧みに魅せている。そして、回想シーンとして「ぜひ登場させたかった」という会津における近藤に送られた戒名に纏わるエピソードに斎藤一と松平容保が、「自分とずっと見続けてくれた視聴者のプレゼント」（いずれも三谷談）として試衛館の仲間（山南敬助・沖田総司・井上源三郎・藤堂平助・永倉新八・原田左之助）による会話シーンが、それぞれ新撮で組み込まれた。しかし近藤勇のみ、ラストで土方歳三が戦死直前のシーンでの出演だけとなっている。これは、近藤役の香取慎吾がドラマ『西遊記』のロケのため、海外に行っていたので収録が不可能だったためである。
この新撮の会話シーンは過去の試衛館の面々が食事の席で「一番強いのは何か？」について語り合うもので、これが現在の土方が箱館の戦いにて思いついたとある作戦の鍵となっている構成である。また、ここで近藤が登場しないのは時期的に宗家4代目を襲名した後で、劇中の山南は「宗家を襲名した以上、門弟と同じ席で飯を食べるわけにはいかない」と発言しており、この時の近藤は一同のいる部屋の隣室で1人きりで飯を食べているという設定である。
ドラマ内で土方や榎本が「桶狭間」と「鵯越」と話す台詞があるが、これはこの年の第45作大河ドラマ『功名が辻』と前年の第44作大河ドラマ『義経』それぞれの第1回放送登場シーンであることから、作者・三谷からのそれぞれの作品へのエールだと思われた。しかし、ドラマ公式サイト「Shinsengumi Express!!新選組!!ロマンチ!!!サイト!!!!」で配信された「新選組!!コメンタリーキャスト」における三谷自身の発言によれば、これらの台詞は偶然であったとのことである。
同じ時間帯にフジテレビに同じく三谷が脚本を担当しているドラマ『古畑任三郎ファイナル』が放送され、沖田総司役の藤原竜也や佐久間象山役の石坂浩二が犯人役で出演した。これに関してフジテレビ側は「調整が間に合わなかった」と謝罪している。
ドラマのタイトルは「最期の一日」であり、土方歳三が転戦北上した「滅びの美学」をイメージするものではあるが、『新選組!!』最終回において勝海舟（野田秀樹）が近藤を評した言葉「どう死んだかではなく、どう生きたか」を柱に話は進んでいく。これは三谷自身が「正月時代劇なので、新年早々悲しい結末で締めるのではなく、未来に対して明るい希望をもてる結末にしたかった」旨のコメントを残している。実際、土方の死の前は以後の榎本の人生を示唆する展開のあるもの（榎本武揚#開拓使以降を参照）であり、土方の死で完結ではなく生き残った新選組隊士たちの姿でドラマはエンディングに向かっていく様子は「滅びの美学」を全否定した前向きなものであった。

## スタッフ
- 作：三谷幸喜
- 音楽：服部隆之
- テーマ音楽演奏：NHK交響楽団
- テーマ音楽指揮：広上淳一
- テノール独唱：ジョン・健・ヌッツォ
- 演奏：フェイス・ミュージック
- 題字：荻野丹雪
- 版画：木田安彦
- 時代考証：大石学、山村竜也
- 所作指導：西川箕乃助
- 殺陣武術指導：林邦史朗
- 馬術指導：田中光法
- 資料提供：市立函館博物館、函館市中央図書館、三野行徳、開陽丸、長崎ハウステンボス
- 撮影協力：フィルムコミッションあしがら、富士の国やまなし、山梨市
- 語り（アバンタイトルのみ）：国井雅比古
- 制作統括：安原裕人、吉川幸司
- 演出：吉川邦夫

## 出演
主要登場人物（括弧内は劇中で表記された肩書）
- 土方歳三（陸軍奉行並）：山本耕史
- 榎本武揚（総裁）：片岡愛之助
- 相馬主計：小橋賢児
- 島田魁（新選組頭取）：照英
- 尾関雅次郎：熊面鯉
- 山野八十八：鳥羽潤
- 蟻通勘吾：山崎樹範
- 市村鉄之助：池松壮亮
- 武蔵野楼女将：南野陽子
- 大和屋正東石：白井圭太
- 大鳥圭介（陸軍奉行）：吹越満
- 永井尚志（箱館奉行）：佐藤B作

回想シーンで登場
- 沖田総司：藤原竜也
- 藤堂平助：中村勘太郎
- 原田左之助：山本太郎
- 山南敬助：堺雅人
- 永倉新八：山口智充
- 井上源三郎：小林隆
- 斎藤一：オダギリジョー
- 松平容保：筒井道隆
- 近藤勇：香取慎吾（SMAP）

## ソフトウェア

### 書籍
- 新選組!! 土方歳三最期の一日 メイキング＆ビジュアル完全ガイドブック - TVnavi （産経新聞社）

### CD
- NHK大河ドラマ新選組！ オリジナルサウンドトラック 第二集 - ジェネオンエンタテインメント株式会社

### DVD
- 新選組!! 土方歳三 最期の一日 - ジェネオンエンタテインメント株式会社